# Гальперин-Каддари, Рут
Рут Гальперин-Каддари (ивр. רות הלפרין-קדרי‎, род. 15 мая 1966) — израильский учёный-юрист и международный защитник прав женщин, известная своей работой в области семейного права, феминистской правовой теории, прав женщин в международном праве, а также женщин и религии. Она была членом Комитета Организации Объединённых Наций по ликвидации дискриминации в отношении женщин с 2006 по 2018 год и несколько раз была заместителем председателя комитета. Профессор права в Университете Бар-Илан и академический директор-основатель Центра Рут и Эмануэля Ракман по улучшению положения женщин. Она также участвует в международном научном сотрудничестве по теме женщин, государства и религии и участвует в международных судебных процессах в качестве эксперта по израильскому семейному праву.
В 2007 году стала одной из первых лауреатов Международной женской премии за отвагу, присуждаемой госсекретарем США за свою работу в области прав женщин в мире. В 2018 году она вошла в сотню самых влиятельных людей мира в области политики гендерного равенства.